# Lang Ping
"Jenny" Lang Ping (* Tianjin, 1960) es una antigua jugadora china de voleibol. Actualmente entrenadora de este deporte.

## Biografía
Lang Ping nació el 10 de diciembre de 1960, en Tianjin, China, miembro de la etnia Han. Ingresó en la Universidad Normal de Pekín. 
Como jugadora fue integrante del equipo nacional chino de voleibol femenino desde los 18 años. Ganadora de la medalla de Oro en los Juegos Olímpicos de Los Ángeles 1984, California. 
Además participó en la obtención del campeonatos del mundo en Perú en 1982 y de dos copas del universo (1981 y 1985). 
Fue seleccionada como una de las jugadoras más destacadas del siglo  XX por la Federación Internacional de Voleibol (FIVB), en 2002, considerada en el Salón de la Fama del Voleibol en Holyoke, Massachusetts.
Se trasladó a los Estados Unidos para estudiar y trabajar como asistente del entrenador de voleibol de la Universidad de Nuevo México. Tiene una hija, Lydia Bai, que es miembro del equipo nacional juvenil de los Estados Unidos. A pesar de vivir por más de 15 años en Estados Unidos mantiene su ciudadanía china.

## Premios y reconocimientos
- Mejores 10 Atletas chinos del año, 1981-1986
- Entrenador del Año de la FIVB, 1996.
- Entrenador del Año de Voleibol Femenino en Italia, 1999-2000.